# Paracanachus
Paracanachus is een geslacht van Phasmatodea uit de familie Phasmatidae. De wetenschappelijke naam van dit geslacht is voor het eerst geldig gepubliceerd in 1915 door Carl.

## Soorten
Het geslacht Paracanachus is monotypisch en omvat slechts de volgende soort:
- Paracanachus circe (Redtenbacher, 1908)